# Oud-militair
Een oud-militair is een gewezen beroepsmilitair. Het gaat vooral over personen, die voor hun dienstplicht in militaire dienst zijn geweest.
Wanneer iemand heeft gediend voor een militaire operatie, bij een vredesmissie of in een oorlog, wordt hij of zij een veteraan of oud-strijder genoemd, geen oud-militair.